# Мішина
Мі́шина (рос. Мишина) — присілок у складі Сосьвинського міського округу Свердловської області.
Населення — 49 осіб (2010, 58 у 2002).
Національний склад населення станом на 2002 рік: росіяни — 95 %.